# Kantxalan (riu)
El riu Kantxalan, (en rus: река Канчала́н) és un riu asiàtic de l'Extrem Orient Rus que passa pels territoris del districte de Iultinski (en rus: Иу́льтинский райо́н) i el districte autònom de Txukotka. Les seves aigües flueixen per la península de Txukotka, passant per la plana al·luvial de l'Anàdir en direcció cap al sud. Desemboca a l'estuari de l'Anàdir, molt a prop d'on desemboca també el riu Anàdir, al fons del golf de l'Anàdir, en el mar de Bering.
Té una longitud de 426 km i drena una gran conca de 20.600 km². Mesurat segons la magnitud de l'àrea, ocupa el cinquè lloc entre els rius de Txukotka i el 52è a Rússia.

## Història
El Kanchalan i els seus afluents pertanyen a la regió administrativa de Districte autònom de Txukotka de Rússia. Hi ha un petit lloc poblat a la zona prop del seu estuari també anomenat Kantxalan Originalment, sembla que el riu s'anomenava Nyerpicha segons els mapes dels segles XVII i XVIII. Un poble sedentari que va passar a de l'assentament homònim vivien a les seves ribes que s'anomenaven "Konchalyt", (de la txuktxi кончальыт que significa Només) i amb el temps el seu nom es va associar tant amb l'assentament com amb el mateix riu. A Chukchi, el riu es divideix en dues parts, els trams inferiors s'anomenen Gytgomkyvaam (Гытгомкываам, lit. Riu Bush), mentre que els trams superiors s'anomenen Tadlyeoan (Тадлеоан, lit. El lloc de la venjança) ja que aquest va ser el lloc de batalles històriques entre el Txuktxi, Iukaguirs i Koriaks.

## Geografia

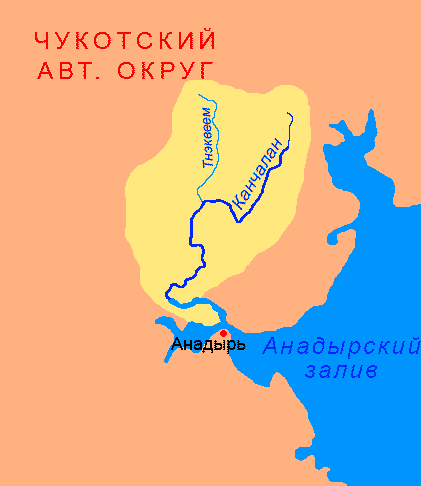
Esquema de la conca del riu Kantxalan.

Els principals afluents del Kantxalan són els rius Tnekveem (Тнэквеем) i Impeneikuiim (Импенейкуйым), ambdós al marge dret del riu.
Prop de l'estuari del riu, hi ha un petit poble anomenat també Kantxalan.
El riu es sol congelar a mitjans d'octubre i no es descongela fins a principis de juny. Amb les pluges de primavera, el nivell de l'aigua augmenta gradualment entre 2 i 3 metres. Els majors augments del nivell de l'aigua es produeixen durant la segona quinzena d'agost.
En els trams més inferiors del riu, les fluctuacions del nivell de l'aigua estan fortament influenciades per les marees del mar de Bering. El nivell pot variar entre 0,2 i 1 m. També, els forts vents del sud i de l'est, que poden durar diversos dies, poden provocar augments del nivell de l'aigua entre 1 i 2 m, amb la qual cosa la capa de gel del riu es trenca, un fet molt típic que té lloc fins a finals de novembre i principis de desembre.
Les balenes beluga són comunes a les aigües de l'estuari del riu.

## Activitat econòmica
El riu és navegable al llarg d'un tram de 50 km des de la desembocadura. No obstant, degut a les baixes temperatures i la consegüent congelació del riu, la navegació queda restringida entre el juliol i mitjans d'agost.